# デモンズ
『デモンズ』（Dèmoni）は、閉鎖された映画館で、悪魔と謎の仮面男に招かれた人々が戦うホラー映画である。ダリオ・アルジェント製作総指揮、ランベルト・バーヴァ(en:Lamberto Bava)監督作品。製作国はイタリアで、1985年に公開された(日本では1986年)。続編として『デモンズ2』（Dèmoni 2: L'incubo ritorna）がある。
いわゆるゾンビものの作品として知られることが多いが、ハワード・フィリップス・ラヴクラフトのクトゥルフ神話を基盤にしているのが本当のところである。またスプラッター映画としての位置付けも高く、特殊メイクが多用された作品でもある。

## ストーリー
大学生のシェリルは地下鉄で謎の仮面男に試写状を貰う。メトロポールと言う聞いたこともない映画館だったが彼女は友人キャシーの分も貰い二人で映画館に足を運ぶ。既にロビーにはたくさんの人であふれかえり、その中で黒人女性ローズマリーがロビーに飾ってある仮面を付けて遊び頬に傷を付けた。
シェリルとキャシーが自販機からジュースが出てこないことに腹を立てているとジョージとケンという男が声をかけてきた。二人は意気投合し四人で映画を見ることにした。
映画の内容はノストラダムスの墓を暴いた4人組がその呪いで次々と殺されるというホラー映画であった。そんな中先ほど仮面を付けて頬に傷を付けたローズマリーが血が止まらなくなりトイレに駆け込む。ハンカチに水を付けて傷を洗い流してもどんどんその傷は膨らんでいき破裂と同時に膿のような液体を大量に出した。
映画の中ではロビーに飾ってあった仮面と同じ仮面を付けた男がデモンズに変身し、次々と仲間達をナイフで刺し殺していった。そんな中ローズマリーの友人カルメンがトイレに様子を見に行くとローズマリーは既にデモンズに変身していて鋭い牙と爪をむき出しにして襲い掛かってきた。
なんとかスクリーンの裏に逃げ込んだがローズマリーに傷つけられた傷がどんどん膨らみ破裂した。映画の中でデモンズの男がナイフを振りかざすと同時にカルメンがスクリーンを突き破り舞台に倒れこんだ。慌てて黒人男の連れ、トニーが駆け寄るが、カルメンの爪は悪魔のように伸び、ヤニで汚れた歯が抜け落ち牙が生えてきた。観客達は慌てて逃げようとするが、既に入り口は何者かによってコンクリートでふさがれていた。逃げ場がなくなり一人また一人とデモンズに襲われデモンズは見る見るうちに増殖していく。生き残った人間は2階に篭城し救援を待つことにした。
その頃、麻薬関係で警察に追われたパンク軍団がメトロポールの裏に逃げ込んだ。すると映画館の扉が開きパンク軍団は中に逃げ込んだ。入れ替わるようにデモンズ化した盲目の紳士が外に出てきて警官に襲い掛かった。デモンズが外の世界に放たれてしまった瞬間だった。
劇場に入ったパンク軍団はデモンズの餌食となり、彼らがデモンズと争う音を救援隊の到着と勘違いした観客達はバリケードを崩し始めた。するとデモンズ軍団が襲い掛かり次々と観客達もデモンズと化してしまった。
そんな中ジョージ達はなんとかロビーに逃げ出したが、キャシーが気を失いデモンズに変身してしまった。キャシーデモンズをケンが退治するが、キャシーデモンズの背中からアキロンの大王が誕生した。アキロンの大王はケンを爪で引っかき劇場の中へと逃げ込んだ。ケンはデモンズ化する前に自分を殺すことを懇願、ジョージは飾ってあった日本刀でケンを退治する。親友を殺すジョージの姿がいたたまれなくなったシェリルが劇場の中へと入るとデモンズ軍団が襲い掛かってきた。ジョージはロビーに飾ってあったバイクにまたがり日本刀でデモンズ軍団を退治しはじめた。
すると突然天井から地響きが鳴りヘリコプターが墜落してきた。ヘリコプターのウィンチを使って屋上に脱出するジョージとシェリル。するとそこにあの謎の仮面男がいてジョージを下に落とそうとするが、シェリルの攻撃によって仮面男は死にジョージも助かった。
ふと隣のビルを見るとデモンズに変身した男が牙を向きだして人間に襲い掛かっていた。地上に降りた二人にデモンズ達が襲い掛かる。なんとか通りに出た二人を通りかかったジープに乗ったサバイバリストの一家が助ける。3人家族で武器を大量に持っていて、子供二人は手馴れた感じでデモンズに発砲する。これで終わったと思った瞬間シェリルがデモンズに変身してしまいジョージに襲い掛かる。間一髪で子供が発砲しシェリルは下に転げ落ちる。そして4人を乗せたジープは朝日の見える、新しい人生をやり直せる地を求めて走り去っていくのであった。

## キャスト
括弧内は日本語吹替
- シェリル - ナターシャ・ホーヴェイ（英語版）（土井美加）
- ジョージ - ウルバノ・バルベリーニ（東富士郎）
- キャシー - パオロ・コッツォ（高瀬淑子）
- ケン - カール・ジニー（目黒裕一）
- ハンナ - フィオーレ・アルジェント（片石千春）
- トニー - ボビー・ローデス（堀之紀）
- パンクのリーダー - パスクワリーノ・サレーメ
- ローズマリー - ゲレッタ・ジャンカルロ（英語版）（西海真理）
- カルメン - ファビオラ・トレード（小野洋子）
- トミー - グイド・バルディ（谷口 敦）
- ウェルナー - アレックス・セラ（石森達幸）
- 受付嬢イングリッド - ニコレッタ・エルミ（小宮和枝）
- 謎の仮面男 - ミケーレ・ソアビ（秋元羊介）
- 地下鉄の乗客 - ランベルト・バーヴァ
- ジープの少年 - ジョヴァンニ・フレッザ

日本語吹替版
1988年放送 毎日放送「ホラー＆オカルトナイト」
2022年7月13日発売のUltra HD Blu-rayとBlu-rayに収録。

## よもやま話
- シェリルと地下鉄の駅ですれ違いざまに降りてくるのが監督のランベルト・バーヴァ。主人公達が屋上に上がった際に隣のビルでデモンズ化していたのが特殊効果担当のセルジオ・スティヴァレッティである。後半でジョージが見せる派手なバイクアクションはスタントを使わず、バルベリーニ本人がやっているとのこと。
- 「何故何の前振りもなくヘリコプターが墜落してくるか」という質問に監督は「操縦士も既にデモンズ化しており外の世界にもパニックが広がっていることを示したかった」と答えているとのこと。
- ダリオ・アルジェントつながりでよく「墜落してきたヘリコプターは『ゾンビ』のラストで飛び立ったヘリコプター」と言われるが、監督の意向が示すとおり全く関係がない（実際アメリカからドイツまでヘリコプターで飛ぶのは不可能である）。いずれもベル206であるが、『ゾンビ』の機体は黄色、こちらの機体は赤と色も異なっている。
- リーダーシップを発揮しながらもあっさりデモンズになってしまうトニーを演じるボビー・ローデスは英語がうまく喋れず、彼のイタリア訛りの強い英語に現場は失笑の嵐だったそうだ。
- 2012年（日本公開は2014年）のドキュメンタリー映画『Room 237』では、映画館で『シャイニング』を観る観客の映像として、本作の映像が挿入されている。